# Самойло Андрій Михайлович
Андрій «Муха» Самойло (нар. 1 серпня 1976, Луцьк) — український музикант, гітарист і мелодист популярного українського гурту «Бумбокс». 

## Життєпис
Народився в Луцьку.
В юності грав у луцькому рок-гурті «Мухи в чаї». У 16 років цю комаху він витатуював на правому плечі, звідси і пішло його прізвисько «Муха». Самойло був лідером і гітаристом гурту «Мухи в чаї» (осінь 1992 — 1998). В різні періоди гурт грав доволі різну музику, але загалом — грандж.
Андрій Самойло також був гітаристом гурту «Greed» (панк/грандж), який з'явився в середині 90-х років, а в 1995 році змінив назву на «Greed Band» (фанк/грандж), що розпався в 1999 році. 
Певний час «Муха» (гітара) входив до складу гурту «ФлайzZzа».
Наприкінці 1997 року Андрій Самойло (гітара) та Андрій Благун (клавішні) долучилися до Сашка Положинського і Василя Зінкевича-молодшого, які на той час складали гурт (дует) «Тартак». В гурті Самойло грав більше семи років, саме в «Тартаку» перетнулися шляхи Андрія Самойла і Валентина Матіюка (DJ «Валік»). Учасники «Тартака» (DJ «Валік», «Кос», Чуєв) паралельно з «Тартаком» грали в гурті Андрія Хливнюка «Графіт», який припинив існування в квітні 2004 року. 
Андрій Самойло з Андрієм Хливнюком познайомилися на квартирі, яку винаймали; були сусідами по кімнатах. Близько року мова про музику не заводилася. А потім «Муха» купив акустичну гітару і якось увечері грав свою мелодію. Прийшов Хливнюк, послухав, щось наспівав, вийшла пісня «День». Їм сподобалося і тому вони почали разом створювати музику, хоча робили це більше для власного задоволення, ніж із розрахунку, що з спільного задуму вийде щось серйозне. Відразу вирішили, що потрібний хороший ді-джей і запросили «Валіка». Так у середині 2004 року в Києві з'явилося тріо «Бумбокс» — вокаліст Андрій Хливнюк, гітарист Андрій Самойло, ді-джей і скретч-майстер Валентин Матіюк. 
Спершу «Муха» і «Валік» розглядали «Бумбокс» як майданчик для втілення власних творчих задумів, а своїм основним гуртом продовжували вважати «Тартак», тому рік вони паралельно грали в обох гуртах.
В середині лютого 2005 року, на Європейській площі в Києві, Андрій Самойло дає останній концерт у старому складі «Тартака», а на початку квітня 2005 року «Муха» та ді-джей «Валік» залишили «Тартак».
В червні 2019 році, Андрій заявив про творчу відпустку на один рік. Згодом, до Бумбоксу приєдналися одразу два нові гітаристи.